# 辻 (人名)
辻氏（つじし）は、日本の氏族。旧表記: 辻。

## 由来
「辻」とは、交差点を表す言葉である。そのため、日本各地に「辻」という地名があり、そこから自然発生的に「辻」を姓として名乗る人が現れたと推測される。
派生として辻浦・辻本（辻元）・辻村・辻原・辻下などの姓もある。

## 日本以外での分布
辻（シプ、チュプ）という姓が韓国にある。城津辻氏という本貫がである。
「辻」姓の韓国人がいるのは、日本から韓国に帰化した人がいたからである。朝鮮語では形声文字の要領で「十」と同じ発音の「シプ」（십）、あるいは「汁」と同じ発音の「チュプ」（즙）と発音される。同じように日本から韓国に帰化した人の姓として岡田（カンジョン）、小峰（ソボン）、長谷（チャンゴク）、網切（マンジョル）がある。

## 文字
「辻」は国字（和製漢字）のため、中国人には「辻」という姓の人はいないといわれている。中国語でも「辻」という漢字は使われないため、「辻」姓の日本人は形の似た「过」（「過」の簡体字）で代用されることがある。発音の際は、朝鮮語と同様に形声文字の要領で「十」と同じ発音で「シー」（ピンイン: shí）と読む。
漢字としての「辻」のしんにょうは、日本では2000年に制定された表外漢字字体表により2点しんにょうが標準とされたものの、戸籍上は1点しんにょう「辻」と2点しんにょう「辻」は別字として区別され（戸籍統一文字番号においては1点は437660、2点は437750となる）、「辻」姓は1点しんにょうで登録されているケースがほとんどである。また、地名など人名以外の固有名詞でも1点しんにょうが正式とされる場合がある（「辻」に限らないしんにょう全般の字形については一点之繞と二点之繞を参照）。なお、戸籍において漢字の「辻」は、姓には1点、2点どちらも使用できるものの、名には2点しんにょうの「辻」しか使用できない。